# Víctor Arribas
Víctor Manuel Arribas Vega  (Madrid, 22 de enero de 1966) es un periodista y presentador de radio y televisión español.

## Trayectoria
Estudió Ciencias de la Información en la Universidad Complutense de Madrid. Ha desarrollado su carrera desde 1988 en radio, prensa y televisión.
En 1990 se incorporó de la mano de José Antonio Ovies a los Servicios informativos de Onda Cero. Durante una década dirigió los espacios locales de Madrid. Presentó las desconexiones territoriales de los programas Al día (1992-1994), Noticias mediodía (1990-1999) y La Brújula (1994-1998). Durante ese tiempo recibió los premios Villa de Madrid (1994), Premio Madrid de la Cámara de Comercio e Industria (1995) y Antena de Plata (1996).
En septiembre de 1999 recibió el encargo del Jefe de informativos, Javier Algarra para dirigir y presentar el informativo de cobertura nacional Noticias mediodía, con el que estuvo en antena hasta septiembre de 2002 y por el que le fue concedida la Antena de Oro por la Federación de Asociaciones de Radio y Televisión en 2002. Fue nombrado Subdirector de los Servicios informativos de la cadena en septiembre de 2002, cargo que ocupó hasta septiembre de 2003. En sus últimos meses en Onda Cero dirigió los informativos de fin de semana. 
En abril de 2004 aceptó la propuesta de Telemadrid para ponerse al frente del informativo Telenoticias, que presentó junto a Susanne Pfingsten (04/2004-09/2007), María Pelayo (09/2007-09/2010) y Cristina Ortega (09/2010-09/2011). En 2009 el informativo llegó a ser el programa con mayor audiencia de Telemadrid. Ha presentado además los programas especiales emitidos por el canal madrileño desde 2004, incluyendo las noches electorales y los debates cara a cara entre los candidatos a la presidencia de la Comunidad y la alcaldía de Madrid en 2007 y 2011, y a la presidencia del Gobierno de España en 2008. Por su trabajo en Telemadrid ha recibido el Premio del Club Internacional de Prensa (2006), su segunda Antena de Plata (2007) y el Micrófono de plata de la APEI (2010). 
Ha dirigido y presentado en 2008 el programa radiofónico Flashback en Onda Madrid, sobre cine.
Durante dos temporadas, entre 2010 y 2011, presentó y dirigió el programa de debate Madrid opina, en el que tomó el relevo de Ernesto Sáenz de Buruaga, con discretos resultados de audiencia. En enero de 2012, Arribas inició un nuevo proyecto en 13 TV, donde dirigió y presentó el programa de información y análisis Al día, junto a Inmaculada Galván. Presentó también el espacio semanal de entrevistas de la cadena.
En la temporada 2012-2013 se incorporó a la cadena radiofónica ABC Punto Radio, donde ejerció como Subdirector de los Servicios informativos hasta la desaparición de la cadena por su acuerdo empresarial con COPE.
También ha sido analista en diversos programas de diferentes cadenas de televisión y radio en España. Colaboró desde 2012 hasta 2016 en La noche en 24 horas del Canal 24 horas, en El debate de La 1 y en Los desayunos de TVE, en los debates de Castilla-La Mancha Televisión, en los espacios de actualidad de 13 TV, en Madrid Despierta de Telemadrid y en los programas La Mañana, La tarde y La linterna de COPE. En 2014 abandonó el programa Las mañanas de Cuatro en Cuatro tras sólo dos meses de colaboración. Entre septiembre de 2015 y 2016, realizó una sección diaria en el programa de 13 TV,Más claro agua. En 2013 se encargó de presentar una sección dedicada al cine clásico en el programa radiofónico De película en Radio Nacional de España.
Desde septiembre de 2016 a julio de 2018, presenta y dirige La noche en 24 horas en el Canal 24 horas, en sustitución de Sergio Martín Herrera. Esto contó con la oposición del Consejo de informativos de TVE, que manifestó sus reservas en cuanto a la neutralidad que se espera del moderador de un debate político, recordando al efecto las condenas judiciales a Telemadrid por emitir información inexacta. Su elección como moderador del debate postelectoral de los comicios gallegos y vascos del 25 de septiembre de 2016, fue también criticada por el Consejo de informativos y el Comité intercentros de RTVE.
Desde mayo de 2020 a 2021 presenta y dirige el programa Atalayar en Capital Radio dedicado al análisis de la actualidad internacional, la geopolítica y las relaciones internacionales. En este periodo de tiempo, también era colaborador en Espejo público de Antena 3 y en Canal Sur Televisión.
En septiembre de 2021, regresa a Telemadrid 10 años después, para volver a presentar y dirigir el Telenoticias 1.
Ha escrito artículos de opinión en El Mundo, La Vanguardia y Diario de Alcalá. Ha colaborado en Madridiario.es y en El digital de Madrid. Actualmente escribe periódicamente artículos de opinión sobre la actualidad política en la versión digital de El Economista y en los diarios del grupo Promecal. Ha colaborado en la revista digital The Cult escribiendo crítica de cine, y actualmente escribe en el suplemento cultural de ABC.

## Actividad editorial
Es autor de los libros El Cine negro y El Cine negro-2 , editados por Notorious Ediciones, en los que realiza sendos estudios críticos de las películas más destacadas del género en su época clásica. La publicación de la segunda parte de esta obra se produjo en diciembre de 2015.
En 2016 publicó su tercer libro dedicado al estudio del cine, Goof! Los mejores gazapos del cine, editado por Espasa. 
Ha escrito también El cine de los hermanos Marx, y es coautor de El universo de Woody Allen, El universo de Clint Eastwood y El universo de Orson Welles. Arribas ha participado también en libros colectivos de directores, estrellas y grandes películas, como Perdición, Fritz Lang, Ingmar Bergman, Nicholas Ray, John Ford, 1939, el mejor año de Hollywood, E-Motion Pictures, las películas de José Luis Garci, Ernst Lubitsch, Casablanca y William Wyler.
En 2019 coordinó la publicación del libro dedicado al 75 aniversario del estreno de la película Perdición.
En 2015 participó en la publicación del libro Adictos a El crack, un homenaje a la película El Crack.

## Docencia
Ha sido profesor de Televisión en la Universidad CEU San Pablo (Instituto de Estudios Profesionales) y ha impartido clases de periodismo en Radio y Televisión en el Instituto Municipal para la Formación y el Empleo (IMEFE), en la Universidad Europea y en la Universidad Francisco de Vitoria.